# SCAR Light EP
『SCAR Light EP』（スカー・ライト・イーピー）は、麻美ゆまの1枚目のミニアルバムである。

## 概要
- 音楽作品のリリースは、シングル「Re Start 〜明日へ〜」以来、約1年7ヶ月ぶり。
- CDのみの通常盤(PCCA-04469)に加え、CD＋DVD＋スペシャルパッケージ＋豪華写真集付きの初回生産限定盤(PCCA-04468 )でも発売。
- 通常盤の初回プレス分には、トレーディングカード1枚封入(全10種類)。

## 収録内容

### CD
1. SCAR Light
  - 作詞・作曲：麻美ゆま、Mamoru.S
2. ギリ☆ギリ My Way
  - 作詞：麻美ゆま　作曲：Mamoru.S
3. Let it Roll
  - 作詞：井上トモノリ、麻美ゆま　作曲：Mamoru.S
4. Try Again
  - 作詞：GILLE、小林光明　作曲：Patric Sarin, Erik Nyholk, Sam MCcarthy
5. Ceres
  - 作詞：麻美ゆま、Mamoru.S　作曲：Mamoru.S
6. Don’t Look Back
  - 作詞：井上トモノリ、麻美ゆま　作曲：Mamoru.S
7. Re Start 〜明日へ〜 (Live Version)
  - 作詞：麻美ゆま、Kelly　作曲：麻美ゆま、井上慎二郎

### DVD
1. SCAR Light (Music Video)
2. SCAR Light (Music Video Making)
3. SCAR Light (Jacket Making)
4. Special Contents “Yuma’s first experience”